# 國防協調部長 (英國)
國防協調部長屬於英國內閣層級，設立於1936年，負責監督及協調英國國防軍備重整。該職位於1940年被廢除並由國防部長(Minister of Defence，1940-1964）所取代。

## 歷史
國防協調部長於1936年由首相斯坦利·鮑德溫設立，以回應有關英軍無足夠力量以對付納粹德國的批評，這些批評以溫斯頓·邱吉爾為首，邱吉爾也同時被認為有可能成為新首相，雖然幾乎其他國民政府中的高級官員也都在政治家及評論家的預測名單中。儘管如此，鮑德溫首相任命英格蘭及威爾斯檢察總長 湯瑪斯·因斯基普爵士擔任部長一職更是造成了極大的震撼，一項有名的評論認為：「這是自從卡利古拉任命他的馬擔任羅馬執政官以來最憤世嫉俗的任命了。」這項任命如今被認為是鮑德溫欲謹慎行事，他不想指派一個像邱吉爾一樣會傳遞出英國正在準備戰爭的訊號給外國勢力的人，也就是避免出現較為激進而有爭議的部長。
1939年因斯基普由第一海務大臣恩勒·查特菲爾德接替，二戰爆發後，新首相內維爾·張伯倫組成了一個小型的戰爭內閣，一開始查特菲爾德被預期是作為陸海空三軍各大臣(第一海軍大臣、陸軍大臣、空軍大臣)的發言人。然而政府考慮到其實這些大臣已被納入戰時內閣，因此查特菲爾德的角色變得有些多餘，於是在1940年4月該職位被正式取消，其工作則被移轉給其他官員。
5月邱吉爾取代張伯倫成為新首相，並為自身設立了新的職位頭銜——「國防部長(Minister of Defence）」，但該職位其實不同於國防協調部長，儘管兩者的頭銜時常被互換。
| '英國武裝部隊的主要內閣官員：' |                                                      |                                                                          |                                                     |                                                                |
|                                | 英國皇家海軍                                         | 英國陸軍                                                                 | 英國皇家空軍                                        | 協調三軍                                                       |
| 1628                           | 第一海軍大臣 (1628–1964) First Lord of the Admiralty |                                                                          |                                                     |                                                                |
| 1794                           | 第一海軍大臣 (1628–1964) First Lord of the Admiralty | 陸軍大臣 (1794–1801) Secretary of State for War                          |                                                     |                                                                |
| 1801                           | 第一海軍大臣 (1628–1964) First Lord of the Admiralty | 陸軍及殖民地大臣 (1801–1854) Secretary of State for War and the Colonies |                                                     |                                                                |
| 1854                           | 第一海軍大臣 (1628–1964) First Lord of the Admiralty | 陸軍大臣 (1854–1964) Secretary of State for War                          |                                                     |                                                                |
| 1919                           | 第一海軍大臣 (1628–1964) First Lord of the Admiralty | 陸軍大臣 (1854–1964) Secretary of State for War                          | 空軍大臣 (1919–1964) Secretary of State for Air     |                                                                |

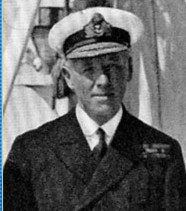
第二位也是最後一位的國防協調部長恩勒·查特菲爾德

| 1936                           | 第一海軍大臣 (1628–1964) First Lord of the Admiralty | 陸軍大臣 (1854–1964) Secretary of State for War                          | 空軍大臣 (1919–1964) Secretary of State for Air     | 國防協調部長 (1936–1940) Minister for Co-ordination of Defence |
| 1940                           | 第一海軍大臣 (1628–1964) First Lord of the Admiralty | 陸軍大臣 (1854–1964) Secretary of State for War                          | 空軍大臣 (1919–1964) Secretary of State for Air     | 國防部長 (1940–1964) Minister of Defence                       |
| 1964                           | 國防大臣 (1964–現在) Secretary of State for Defence  | 國防大臣 (1964–現在) Secretary of State for Defence                      | 國防大臣 (1964–現在) Secretary of State for Defence | 國防大臣 (1964–現在) Secretary of State for Defence            |

## 歷任部長
| 肖像                                                 | 肖像 | 姓名                                                    | 在任時間           | 在任時間           | 任期長度        | 政黨              | 所屬內閣                                             | 所屬內閣 |
| ---------------------------------------------------- | ---- | ------------------------------------------------------- | ------------------ | ------------------ | --------------- | ----------------- | ---------------------------------------------------- | -------- |
|                                                      |      | 湯瑪斯·因斯基普爵士 CBE KC 費勒姆選區國會議員           | 1936 年 3 月 13 日 | 1939 年 1 月 29 日 | 2年10个月又16天 | 保守黨            | 國民政府(1935~1937) (保守黨–國民工黨組織–國民自由黨) |          |
| 國民政府(1937~1939) (保守黨–國民工黨組織–國民自由黨) |      | 湯瑪斯·因斯基普爵士 CBE KC 費勒姆選區國會議員           | 1936 年 3 月 13 日 | 1939 年 1 月 29 日 | 2年10个月又16天 | 保守黨            |                                                      |          |
|                                                      |      | 恩勒·查特菲爾德 第一代查特菲爾德男爵 GCB OM KCMG CVO PC | 1939 年 1 月 29 日 | 1940 年 4 月 3 日  | 1年2个月又5天   | 無黨籍 (國民政府) |                                                      |          |
| 張伯倫戰時內閣 (保守黨–國民工黨組織–國民自由黨)      |      | 恩勒·查特菲爾德 第一代查特菲爾德男爵 GCB OM KCMG CVO PC | 1939 年 1 月 29 日 | 1940 年 4 月 3 日  | 1年2个月又5天   | 無黨籍 (國民政府) |                                                      |          |

## 註記
1. ↑  本條目係依照英文版條目進行翻譯
2. ↑  這段評論被引用在許多地方，然而原始出處卻不甚清楚。最有影響力的論戰 Guilty Men（英语：Guilty Men） (其中相關的一章即取名為「卡利古拉的馬(Caligula's Horse)」)認為這句話是來自位偉大的政治家(p.74)，有些人認為這就是指邱吉爾。然而，格雷厄姆·史都華在其書中 Burying Caesar: Churchill, Chamberlain and the Battle for the Tory Party (London; Phoenix, 1999) (ISBN 0-7538-1060-3), 第487頁認為應該是來自邱吉爾的非政界朋友弗雷德里克·林德曼。